# Спиридово
Спири́дово (рос. Спиридово) — присілок у складі Дмитровського міського округу Московської області, Росія.

## Історія
У 1538 році присілок належав Троїце-Сергієвому монастирю

## Населення
Населення — 16 осіб (2010; 19 у 2002).
Національний склад (станом на 2002 рік):
- росіяни — 100 %